# فيل باردسلي
فيليب أنتوني باردسلي (بالإنجليزية: Phil Bardsley)‏، من مواليد 28 يونيو 1985 في سالفورد في إنجلترا، لاعب كرة قدم إنجليزي.
بدأ مسيرته الكروية مع نادي مانشستر يونايتد في عام 2003، وهو يلعب معهم حتى الآن، وفي عام 2004 أعير إلى نادي رويال أنتويرب البلجيكي، وفي عام 2006 أعير إلى نادي بيرنلي، ولعب معهم 6 مباريات، وفي عام 2006 أعير إلى نادي رينجرز الأسكتلندي، ولعب معهم 5 مباريات وسجل هدف واحد، وفي عام 2007 أعير إلى نادي أستون فيلا، ولعب معهم 13 مباراة.

## روابط خارجية
- فيل باردسلي على موقع قاعدة بيانات كرة القدم.إي يو (الإنجليزية)
- فيل باردسلي على موقع ناشيونال فوتبول تيمز (الإنجليزية)
- فيل باردسلي على موقع Soccerbase.com (لاعب) (الإنجليزية)
- فيل باردسلي على موقع Soccerway.com (الإنجليزية)
- فيل باردسلي على موقع عالم كرة القدم.نت (الإنجليزية)
- فيل باردسلي على موقع AS.com (الإسبانية)